# Salunga, Pennsylvania
Salunga, Pennsylvania (енгл. Salunga) насељено је место без административног статуса у америчкој савезној држави Пенсилванија.

## Демографија
По попису из 2010. године број становника је 2.695.
| Група             | 2000.    | 2010.         |
| Белци             | 0 (0,0%) | 2.453 (91,0%) |
| Афроамериканци    | 0 (0,0%) | 58 (2,2%)     |
| Азијати           | 0 (0,0%) | 43 (1,6%)     |
| Хиспаноамериканци | 0 (0,0%) | 105 (3,9%)    |
| Укупно            | 0        | 2.695         |